# Тристан и Изолда (опера)
Тристан и Изолда је опера немачког композитора Рихарда Вагнера. Компонована је између 1857. и 1859. године, а премијера је била 10. јуна 1865. у Народном позоришту у Минхену. Дириговао је Ханс фон Билов.
Тристан и Изолда се сматра Вагнеровом најбољом и најиновативнијом појединачном опером, а по многима је и најбоља опера икада написана. Опера се истиче због Вагнеровог мајсторског коришћења хроматизма, тоналности (и атоналности) и хармонијске напетости. Ово дело је означило почетак раскида са конвенционалном хармонијом и тоналношћу и поставило темељ класичне и озбиљне музике 20. века. Такође је изузетно тешка за извођење, због чега се и за првог Тристана, младог тенора Лудвига Шнора фон Каролсфелда, који је умро пар недеља након премијерног извођења, веровало да је умро од исцрпљености коју је изазвала ова улога. Занимљиво је и да су два велика вагнеријанска диригента умрла током извођења ове опере: Феликс Мотл 1911. и Јозеф Кајлберт 1968. И један и други су умрли током извођења другог чина, како се верује, од стреса и снажне емоционалне реакције коју изазива ова опера.
Вагнера је за ово дело инспирисала љубавна афера са Матилдом Везендонк, али и филозофија Артура Шопенхауера. Либрето је написао према средњовековној романси Готфрида фон Стразбура, али је и сам убацио многе елементе у заплет. Радња прати судбину љубавника из артуријанске легенде, Тристана и Изолде.
У делу се истиче увертира првог чина, која садржи лајтмотиве Тристана, Изолде и љубавног напитка и која се разрешава тек у Изолдиној завршној арији, која је позната као „Изолдина смрт од љубави“. Овај наслов је у ствари погрешан, јер се „смрт од љубави“ у ствари односи на љубавни дует у другом чину, а сам Вагнер је завршну арију крстио „Изолдино преображење“.

## Лица
- Тристан, тенор.
- Изолда, сопран.
- Брангена, Изолдина слушкиња, сопран.
- Курвенал, Тристанов слуга, баритон.
- Марко, краљ Корнвала, бас.
- Мелот, дворјанин, Тристанов пријатељ, тенор.
- Пастир, тенор.
- Кормилар, баритон.
- Млади морнар, тенор.
- Морнари, витезови и штитоноше.

## Синопсис

### Чин први
Море, на палуби Тристановог брода током преласка из Ирске у Корнвал (енгл. Cornwall). Тристан је испросио лепу Изолду, принцезу Ирске, у име свог ујака, краља Марка, и води је њеном веренику. Ирска и Корнвал су до скора ратовали, а овај брак је средство успостављања трајног мира између две државе. Ипак, радост морнара не деле ни Тристан ни Изолда, које повезује мрачна тајна.
Током рата против Ирске, Тристан је убио Изолдиног вереника, Моролда, и послао јој његову одрубљену главу у знак пркоса. Међутим, он је и сам био тешко рањен, и, у свом очају, одлучио да се њој окрене за помоћ. Наиме, Изолда је поседовала чаробну моћ лечења, па је Тристан наредио да га чамцем пошаљу у Ирску, користећи се лажним именом „Тантрис“. Изолда, не знајући ко је он заиста, примила га је и однеговала. Напослетку је ипак схватила ко је он када је приметила да је од сечива његовог мача одломљен делић који управо одговара парчету које је пронашла у Моролдовој глави. С намером да освети вереника, Изолда је узела мач и пришла Тристановом кревету, али када му је пришла, погледали су се у очи и оружје јој је испало из руке. Без речи, Изолда је Тристана однеговала и пустила да се врати у Корнвал. Са сликом „најлепше краљице“ у глави, Тристан се тајно заклео на вечиту оданост. Али када је стигао у Корнвал, био је свестан крвне заваде која ће вечно постојати између њих двоје, и одлучио се на дело крајњег несебичлука: понудио је да освоји руку Изолде за краља Марка. Изолда је без речи прихватила његову просидбу и пошла с њим у Корнвал.
Сада, кад се брод ближи циљу, Изолду обузимају гнев, очајање и разочарање. Жели да разговара са Тристаном и шаље своју слушкињу, Брангену, да му нареди да се појави пред Изолдом. Тристан, међутим, избегава сукоб, бранећи се обичајем који захтева да млада и представник младожење морају да се држе даље једно од другог. Његов слуга, Курвенал, користи прилику да Брангену увреди певајући песму која исмева Моролда, а у песми му се, упркос Тристановим покушајима да га ућути, радосно придружују и остали морнари.
Огорчена Изолда поверава своју тајну Брангени и захтева Тристанову смрт, коју намерава да дели. Да би је утешила, Брангена привлачи Изолдину пажњу на кутијицу која садржи чаробне напитке и саветује јој да искористи љубавни напитак како би себи покорила Тристана. Изолда чврсто одбија предлог и, на Брангенин ужас, узима напитак смрти, који Тристан мора да попије са њом како би се искупио.
Када Курвенал дође да каже дамама да се спреме за пристанак, Изолда му казује како неће пратити Тристана ако није спреман да се искупи. Ова претња Тристана коначно приморава да изиђе пред Изолду. Стрепи од онога што би овај састанак могао да значи за њега. Пркосно јој нуди свој мач, како би могла да му се освети, али она гневно одбија, показујући му „сладак напитак искупљења“ који је за њега спремила. Чврсто уверен да пије сопствену смрт, Тристан узима чашу и пије; Изолда одмах скочи и отргне чашу од њега како би попила остатак.
У овом тренутку, обузети осећањем како им је смрт неминовна, изјављују своју љубав једно према другом. Њихов занос прекида Курвенал, који објављује како краљ Марко долази на брод. Изолда упита Брангену који је напитак спремила, а ова одговара како је отров заменила љубавним напитком. На палуби, морнари и витезови поздрављају краља Марка.

### Чин други
Марков краљевски замак у Корнвалу. Башта са високим дрвећем испред Изолдине одаје. Ноћ је; краљ Марко је у лову. Изолда чека Тристана и моли Брангену да угаси бакљу која му је постављена као тајни знак упозорења. Брангена је нервозна и одбија. Дубоко је погодила незавидна ситуација у којој се њена госпа налази од када је заменила напитке. Упозорава Изолду на Мелота, Тристановог пријатеља, који је краља наговорио да пође у лов и на кога сумња да би могао да их изда. Али Изолда не слуша њено упозорење и сама гаси бакљу.
Долази Тристан. У страственом загрљају обоје певају у славу напитка који их је спојио и једно другом изјављују своју страст. Тристан проклиње светлост дана, која је нестварна, лажна и раздваја их. Само ноћу могу да буду заједно, а једино ће у вечитој ноћи смрти моћи заувек да буду спојени. Брангенин глас се чује неколико пута, упозоравајући их да се ноћ ближи крају, али љубавници је игноришу.
Њихов сан прекида зора: стиже Курвенал, који повиче Тристану да се спашава. Мелот их је издао; он и Марко стижу с осталим ловцима. Марку је сломљено срце, не само зато што је Тристан његов посинак, већ и зато што је и сам заволео Изолду. Не може да поверује у Тристанову издају. Тристан није у стању да му одговори; за њега је свет још увек сан и илузија која се мора прекинути. Нежно упита Изолду да ли ће га пратити у смрт, а она га моли да јој покаже пут. Тада Тристан оптужује Мелота за издају и изазива га на двобој, али, када га Мелот нападне, одбацује свој мач и бива смртно рањен.

### Чин трећи
Тристанов замак Кареол у Бретањи. Курвенал је рањеног Тристана вратио у дом његових предака. Он лежи на лежаљци испод дрвета, онесвешћен; Курвеналов седи крај њега и забринуто ослушкује његово дисање. Чује се пастир који на фрули свира тужну мелодију. Меко упита Курвенала шта се десило његовом господару, али Курвенал избегне да одговори на питање и каже му да гледа да ли наилази неки брод.
Пошто је пастир тужно отишао, Тристан се буди. Већ на самрти, у живот га је вратила помисао на Изолду. Курвенал му казује како је послао по Изолду и како ће њен брод сигурно ускоро стићи. Ово Тристана баца у стање грозничавог узбуђења; умишља како може да види брод који носи његово спасење, али пастирова фрула се опет огласи и Курвенал му тужно одговара како још нема брода на видику.
У најдубљем очајању, Тристан размишља о свом животу. Присећа се како је пастирова тужна мелодија иста мелодија коју је чуо кад му је умро отац, а затим и мајка. Сећа се ранијег путовања у Ирску, када је, смртно рањен, лежао у чамцу. Тада га је Изолда излечила, али је сусрет њихових очију отворио свежу рану у њему. Касније му је дала чашу с љубавним напитком, „отровом“, који га је у потпуности предао мучењу љубави и који сада очајно проклиње. У свом делиријуму се поново онесвешћује.
Када се опет пробуди, поново му се учини како види брод са преображеном Изолдом која му доноси искупљење и мир. Овог пута његова грозничава машта постаје стварност. Радосна мелодија пастирове фруле најављује долазак брода.
Док Курвенал јури до пристаништа, Тристан делирично кида завоје са крвареће ране како би Изолду могао да сретне на рубу смрти. Стиже Изолда и он јој се баца у наручје; последњи пут је погледавши и с њеним именом на уснама, Тристан умире у Изолдиним рукама.
Након вапаја због „вечито кратке последње земаљске радости“ коју јој је Тристан подарио, онесвешћује се и пада крај његовог тела.
Пастир сада најављује долазак другог брода; Курвенал распознаје Марка и Мелота са војницима. Мислећи да долазе јурећи Изолду, дочекује их с мачем у рукама и убија Мелота, али и сам бива убијен. Али Марко није пратио Изолду с намером да је казни за одлазак. Брангена му је одала тајну како је заменила напитке, па је Марко дошао, не да раздвоји љубавнике, већ да их споји. Сада, пошто му је посинак умро баш кад је схватио оно што му је било непојмљиво (то јест, Тристанову издају), Марко пада у најдубље оплакивање.
Изолда се буди, али не разуме њихове речи. Обузета страшћу посматра Тристана, који се, за њу, буди у новом животу, а затим умире са знањем да је њихова љубав бесмртна.